# 自律神経系
自律神経系（じりつしんけいけい、英: Autonomic nervous system）は、末梢神経系のうち植物性機能を担う神経系であり、動物性機能を担う体性神経系に対比される。自律神経系は内臓諸臓器の機能を調節する遠心性機序と内臓からの情報を中枢神経系に伝える求心性の機序、という2つの系からなる。
交感神経系と副交感神経系の2つの神経系で構成されている。
また、腸管を支配する神経系として壁内腸神経系と呼ばれる神経系もある。発生学的には脳よりも早い。

## 神経の機能
随意神経系である体性神経系と対照して、不随意である「自律神経系」は循環、呼吸、消化、発汗・体温調節、内分泌機能、生殖機能、および代謝のような不随意な機能を制御する。自律神経系はホルモンによる調節機構である内分泌系と協調しながら、種々の生理的パラメータを調節しホメオスタシスの維持に貢献している。近年では、自律神経系、内分泌系に免疫系を加え「ホメオスタシスの三角形」として扱われることもあり、古典的な生理学、神経学としての自律神経学のみならず、学際領域のひとつである神経免疫学、精神神経免疫学における研究もなされている。
交感神経と副交感神経の2つの神経系からなり、双方がひとつの臓器を支配することも多く（二重支配）、またひとつの臓器に及ぼす両者の作用は一般に拮抗的に働く（相反支配）。交感神経系の機能は、闘争か逃走か(fight or flight)と総称されるような、身体的活動や侵害刺激、恐怖といった広義のストレスの多い状況において重要となる。
以下に運動時の生体反応を例にして、交感神経系の機能を述べる。
交感神経系の亢進により血管が収縮し、心拍数が増加する。この結果血圧が上昇し末梢組織の還流量が増加する。このような作用の結果消化管、皮膚への血液量が減少するが、一方で骨格筋への血液供給量が増加する。これは骨格筋の運動に伴う局所因子の影響に加えて、筋血管では血管拡張に関与するβ受容体が豊富なことも一因である。気管支平滑筋は弛緩するがこれは気管径の増加をもたらし結果として、一回換気量の増加つまりガス交換効率を向上させることとなる。
一方、代謝系に視点を移す。
運動時には骨格筋において多量のエネルギー基質（グルコース）を消費するため血糖維持が重要である。なかでも肝臓からのグルコース放出は重要である。交感神経は肝臓でのグリコーゲン分解と脂肪組織での脂肪分解を促し血液中に必要なエネルギーを与える。加えて、交感神経が骨格筋のグルコース取り込みを直接的に促進することも報告されている。交感神経は内分泌器官にも作用し副腎髄質ホルモン分泌、グルカゴン分泌を刺激しやはり末梢組織へのエネルギー供給に促進的に作用する。結果として、骨格筋を中心とした組織において豊富な酸素とグルコースが供給される一方で、皮膚や消化管へは供給が乏しくなる。このように、自律神経系は各臓器の機能を統合的に調節することで、結果として個体の内部環境を合目的にする。
心機能亢進、気管支の拡張、肝グリコーゲン分解、脂肪分解等が交感神経系の支配下にある一方で、主に安静時に重要となる消化管機能（消化管運動、消化液分泌）、排尿機能の亢進は副交感神経系のコントロール下にある。心拍数を減少させ、血圧を下げて、皮膚と胃腸への血液を戻し、瞳孔と細気管支を収縮させて、唾液腺分泌を刺激して、蠕動を加速する。副交感神経系は代謝においては同化傾向に働く。
交感神経系、及び副交感神経系が個々の臓器、器官に及ぼす効果についてはそれぞれの項目を参照されたい。

## 自律神経反射
反射とは、ある刺激に対してステレオタイプに生じる応答のことである。反射は刺激を受容する受容器、受容器の興奮を伝える求心性神経、情報を統合する、中枢神経（反射中枢）、中枢で統合された結果、発せられたシグナルを末梢器官に伝える遠心性神経、そして応答する効果器という以上から構成されている。数多く生体に存在する反射において、自律神経系が関与しているものもあり、(1)内臓-内臓反射、(2)体性-内臓反射、(3)内臓-体性反射がそれである。これらが、広義の自律神経反射であるが、ふつう、自律神経反射と言った場合、(1)と(2)を指す。
自律神経系が関与する反射は数多く存在するため、ここでそのすべてを列挙することはかなわないため、以下に反射のグループとそれに属する反射機構の代表的なものについてのみ記載する。
1. 内臓-内臓反射 とは求心路と遠心路がともに自律神経線維によって構成される反射機構であり、多くの内臓機能はこの機序によって自律的に行われている。この反射の代表例は動脈圧受容器反射である。頚部の動脈系には圧受容器と呼ばれる圧センサーが存在する。この圧受容器は常に動脈圧をモニターし、この情報は求心性自律神経を介して中枢神経に伝えられる。中枢神経はこの情報を基にして、交感神経及び迷走神経のフローを変化させることによって、血圧調節している。圧受容器反射は最も基本的かつ重要な反射性の循環調節機序であり、内臓-内臓反射の一例でもある。
2. 体性-内臓反射 とは求心路が体性感覚神経、遠心路が自律神経系からそれぞれ構成される反射機構である。この反射の例としては、体性-交感神経反射が古くから知られている。これは、皮膚に侵害性刺激（いわゆる痛み刺激）を加えると交感神経系の機能が亢進し、心拍数の増大、血圧の増加等が生じる反射である。他にも、温熱刺激を皮膚に加えると発汗が生じるが、これは温度刺激が体性感覚神経を介して、汗腺支配の交感神経を興奮させた結果生じるもので、体性-内臓反射と言えるだろう。また、古くから、鍼療法、物理療法として、体表へ種々の刺激（機械的刺激、温度刺激、化学的刺激、香りなど）を加えて身体機能を改善、維持する医療が存在するが、これらの療法の生理学的機序の一部はこの体性-自律神経反射で説明できる可能性がある。これまでに、鍼刺激が中枢神経系において内因性モルヒネであるエンドルフィン、ダイノルフィン等を増やすこと、種々の感覚刺激が自律神経系を介して、末梢器官（消化管機能、泌尿器、循環器、内分泌器官）に作用することが基礎医学及び臨床医学において研究されている。
3. 内臓-体性反射 とは、求心路が求心性自律神経、遠心路が体性運動神経からなる反射機構である。この群に属するものでは筋性防御が有名である。これは、腹腔臓器、腹膜の障害（炎症、機械的な変化）が求心路を介して腹筋群を収縮させるという現象である。臨床的に多くの消化器疾患で認められ、特に虫垂炎の理学的所見として有名である。筋性防御は上記のような生理学的な反射弓に基づく現象である。

## 自律神経系の薬理学的基礎
交感および副交感神経線維は、1つの細胞またはニューロンだけから成る自発的な運動神経と対照して、「神経節前」及び「神経節後」神経細胞の両方がある。それらは神経節で会合し、シナプスの化学伝達物質アセチルコリン（ACh）により、神経インパルスが神経節で細胞から細胞へ伝達される。
アセチルコリンは最初のニューロン（節前ニューロン）から放出され、2番目のニューロン（節後ニューロン）のニコチン型受容体に結合し、リガンド依存性Naチャネルを開き、脱分極を起こしてインパルスを発生、ニューロン末端で2番目の神経伝達物質を放出することによって、情報をシナプス後膜へ伝える。副交感神経系の2番目の伝達物質は同じくアセチルコリンであるが、交感神経系における2番目の伝達物質はノルアドレナリンが担う。副腎髄質を支配する神経は節前線維で終わる。普通、交感神経の節後線維からノルアドレナリンが放出されるが。機能的に見ると伝達物質を放出する代わりに副腎髄質からアドレナリン及びノルアドレナリンが分泌される。つまり副腎髄質自体が巨大な節後線維として働いていることとなる。
神経節前自律神経細胞の細胞体は中枢神経系に位置し、交感神経系の細胞体は脊髄の内の胸随と腰随にあるのに対し、副交感神経系の細胞体は脳幹(頭蓋副交感神経＝迷走神経などの脳神経の一部)と仙随(仙髄副交感神経)に位置している。
自律神経系の機能を担う、主な神経伝達物質はアセチルコリンとノルアドレナリンである。
前述の通り、アセチルコリンは交感神経及び副交感神経の節前線維終末から放出され、ここでの受容体はニコチン性アセチルコリン受容体である。
自律神経節では他にも、ムスカリン性アセチルコリン受容体、ドーパミン受容体等が存在することが知られており、これらは神経伝達物質というよりはむしろ神経修飾物質と呼ばれ興奮の伝達に関与していると考えられる。自律神経節のニコチン受容体をブロックするアンタゴニストとしてはトリメタファン、ヘキサメソウニウムが知られており、今日では使用は減ったものの、最も早くに導入された降圧薬である。
アセチルコリン受容体にはニコチン性のものに加えて、他にムスカリン性受容体があり、これは副交感神経支配下の効果器に存在する。今日では、ムスカリン受容体はM1〜M5受容体というサブタイプが知られ、今後個々の臓器における、これらサブタイプの違いに基づくよりよい薬の開発等が期待されている。ムスカリン受容体の局在として、副交感神経終末以外に、汗腺支配下の交感神経終末がある。汗腺は原則として交感神経の一元的支配を受けているが、一方で伝達物質はアセチルコリン、受容体はムスカリン性アセチルコリン受容体であるという点で、特徴的である。ムスカリン受容体拮抗薬は、循環器、消化器薬として知られるアトロピンが有名である。近年、マクロファージの細胞表面にニコチン受容体が存在しており、マクロファージの炎症性サイトカイン（TNF-αやIL-1など）産生、放出に抑制的に作用することが明らかになっている。このニコチン受容体はその後の解析でα7ニコチン受容体であることが判明し、炎症を伴う種々の病態、すなわち敗血症や関節リウマチ、潰瘍性大腸炎などの新たな薬物治療のターゲットとして期待されている。
ノルアドレナリンは交感神経終末から放出され、副腎髄質からアドレナリンとともに分泌される。アセチルコリン同様に、（ノル）アドレナリンの受容体にも、サブタイプが存在することが知られ、α受容体とβ受容体に大別される。交感神経が各器官に及ぼす作用のうち、血管収縮はα受容体によって、心拍数増大はβ受容体によってそれぞれ媒介されている。このような、受容体の差異を考慮して、交感神経の作用を選択的に再現もしくは遮断するα/β作動薬もしくは遮断薬が臨床的にも応用されている。今日では、αはさらにα1、α2、βはβ1、β2、β3という下位のサブタイプが存在することが知られている。β1アドレナリン受容体は主に心臓に局在し心拍数増加、心収縮力増加を介し心拍出量を増やす。これを踏まえ、β受容体拮抗薬は心機能を抑制する目的で高血圧の患者に用いられる。逆に心不全のときには、心機能を補助する目的でβ受容体刺激薬が用いられる。β2は多くの平滑筋に存在するが臨床的には気管支拡張薬として重要である。β3アドレナリン受容体は、最も遅くに報告された受容体であるが、脂肪組織、膀胱、消化管等に限局して存在することが知られ、β3受容体を選択的に刺激する薬が開発されることで、心臓や気管支に作用することなく脂肪を効率的に減少させることができるのではないかと期待されている。
近年のトピックスのひとつに交感神経系の標的器官としての骨が挙げられる。動物モデルでは、交感神経系がβ2受容体を介して、骨形成に抑制的に関与していることβ遮断薬が骨形成に促進的に作用することが内外から報告されている。このメカニズムには脂肪組織から分泌されるレプチンの関与も示唆されており、神経-骨連関として注目されている。
交感神経の軸索はいわゆる交感神経幹として、脊柱のそれぞれの側で、22の神経節の鎖を為す。これらからの内臓の神経は、大動脈の正面の不対臓側動脈が分岐するあたりにある、脊椎前神経節へ続く。交感神経の左右の神経幹は、骨盤の領域で合流し不対神経節を形成する。自律神経線維により支配される器官は心臓、肺、食道、胃、小腸、大腸、肝臓、胆嚢、および生殖器を含んでいる。また、これらの器官は心室以外は副交感神経系によっても支配される。結腸の後部までの消化器系の末端は骨盤神経節を通して仙骨の副交感神経線維を通して調節される。それより前の消化管は迷走神経支配を受ける。

## 自律神経系の解剖学
交感神経系の末梢部は多数の神経節と複雑な神経叢の存在によって特徴付けられる。これらの神経節は遠心性または神経節前交感神経、即ち頭蓋、胸腰、および仙骨の3つのグループによって中枢神経系に接続される。自律神経のこれらの出力は接続が存在しない間隔で分けられる。
John Newport Langleyはグレイの解剖学で使われている用語や薬理学での用語ともいくらか異なった用語の使い方をした。以下の表における、用語の配置で示されるように、これはかなりの混乱を招いた。また、Walter Holbrook Gaskellは不随意神経系という用語を使用した。
| Gray                                          | Langley                              | Meyer and Gottlieb                      |
| --------------------------------------------- | ------------------------------------ | --------------------------------------- |
| 交感神経系(Sympathetic nervous system)        | 自律神経系(Autonomic nervous system) | 植物性神経系(Vegetative nervous system) |
| 頭蓋仙骨交感神経(Cranio-sacral sympathetics)  | 副交感神経(Parasympathetics)         | 自律神経(Autonomic)                     |
| 動眼交感神経(Oculomotor sympathetics)         | 視蓋自律神経(Tectal autonomics)      | 頭部自律神経(Cranial autonomics)        |
| 顔面交感神経(Facial sympathetics)             | 延髄自律神経(Bulbar autonomics)      |                                         |
| 舌咽頭交感神経(Glossopharyngeal sympathetics) |                                      |                                         |
| 迷走神経(Vagal sympathetics)                  |                                      |                                         |
| 仙骨交感神経(Sacral sympathetics)             | 仙骨自律神経(Sacral autonomics)      | 仙骨自律神経(Sacral autonomics.)        |
| 胸腰交感神経(Thoracolumbar sympathetics)      | 交感神経(Sympathetic)                | 交感神経(Sympathetic.)                  |
| 胸神経(Thoracic autonomic)                    |                                      |                                         |
| 腸管神経(Enteric)                             | 腸管神経(Enteric)                    | 腸管神経(Enteric.)                      |

### 自律神経系のうち脳幹部に由来する線維について（動眼神経、顔面神経、舌咽神経、迷走神経）
ここでは動眼、顔面、舌咽神経、および迷走神経を扱う。これらの神経のうち自律神経の線維はすべて副交感神経である。なお最後の3つについては求心性線維も含む。ちなみに、これらの副交感神経と拮抗する交感神経は上頚神経節でニューロンを乗り換え、内頚動脈にそって（内頚動脈神経叢）各器官に分布する。

#### 動眼神経
動眼神経の遠心性線維はおそらく中脳の皮層に位置している動眼神経核の前方部の細胞から生じる。これらの節前線維は、第三神経と共に眼窩へ伸び、毛様体神経節に入る。ここで副交感神経の節後線維は短毛様体神経として眼球を貫き運動ニューロンとシナプスを形成して終わる。
ここで、それらは毛様体筋、瞳孔括約筋を支配している。

#### 顔面神経
顔面神経の遠心性線維は顔面神経核の小さな細胞から生じると考えられる。
一説によると、唾液腺への神経線維が生じる特別な核、上唾液核を構成する細胞は網様体に点在していて、顔の核への背内側の細胞から成る。
これらの節前線維は一部が鼓索神経を経由して舌神経に入り顎下神経節でニューロンをかえる。そしてその節後線維が顎下腺と舌下腺に分布して唾液の分泌と血管拡張のインパルスを伝導するニューロンの細胞体で終わる。
顔面神経の他の節前線維は大錐体神経を経由して、翼口蓋神経節（蝶形口蓋神経節）へ入り、そこで節後線維とシナプスを形作る。節後線維は上顎神経の線維と共に鼻、軟口蓋、扁桃腺、口蓋垂、口蓋、上唇、歯茎、耳下腺、および眼窩の腺の粘膜へ分布し血管拡張と分泌を司る。（ただし上顎神経は求心性の線維のみである。）
いくつかの求心性線維が顔面神経に接続されているとされその細胞体が膝神経節にあるが、ほとんど知られていない。

#### 舌咽神経
舌咽神経の求心性線維は背側核または別の、背側核の近くに位置する下唾液核両方から起ると考えられる。これらの節前線維は舌咽頭神経の鼓膜枝とそして小浅錐体神経を通り抜け、耳神経節でニューロンを乗りかえる。節後線維、血管拡張及び分泌神経は耳介側頭神経を通って耳下腺や粘膜と舌上のその腺、口の底部、歯茎の下部へ分布している
自律神経の求心性線維の細胞の源は主神経の上下の神経節から生まれ、背側核で終っている模様である。この神経の末端がどうなっているのかはよく知られていない。
迷走神経の遠心性線維は背側核(nucleus ala cinerea)から起っていると考えられている。これら節前線維は迷走神経のある器官またはその近くに位置する神経節で終わると考えられる。
心臓への抑制線維はおそらく心壁に位置する小さな神経節で終わり、特に心房からの節後線維は筋系に分布する食道、胃、小腸及び大腸の大部分への筋前運動線維は、節後線維がその平滑筋に分布するアウエルバッハ神経叢で終わると考えられている。他の線維は気管支樹や胆嚢とその排出管の平滑筋へとわたる。なお、迷走神経は胃と膵臓の分泌線維であるとされる。それはおそらく上に列挙されたものより他の多くの遠心性線維を含む。
迷走神経の交感性求心線維の細胞の源は頚静脈神経節または節上神経節にあり、おそらく延髄の背側神経で、または多くの著者によれば、弧束核で終わる。末梢性でその線維は、遠心性線維のある様々な器官に分布している模様である。

### 自律神経系のうち脊髄に由来する線維について（腰髄、胸髄に起始する交感神経系及び骨盤内臓神経）
胸・腰髄の交感神経―胸腰系交感繊維は脊髄の灰白柱前側の背外側領域から起り、全ての胸髄と上から2～3の腰髄前根を通る。これらの節前線維は白交通枝(white rami communicantes)へ入り交感神経幹へ向かい、多くはその神経節で終わり、残りは前脊椎神経節神経叢を通りその副神経節で終わる。その節後線維は広範囲に分布する。
神経幹及び四肢の皮膚の血管収縮線維は例えば、全ての胸髄と上から2～3の腰髄の節前線維の様に脊髄を離れ、交感神経幹の枝または近輪の神経節に直接接続している神経節で終る。
それらの神経節から生じる節後線維は灰白交通枝を通りぬけて総ての脊髄神経へ向かい、皮膚神経叢へ分かれて最終的に小動脈へ接続する。その節後線維が必ず対応する同じ脊髄神経へ戻ってくる必要は無い。
頭部への血管収縮神経は胸髄神経から出て、その節前線維は上頚神経節で終わる。その節後線維は内頚動脈神経とその分枝を通り抜けて様々な脳髄神経、特に三叉神経の感覚枝へ加わる。深部構造と唾液腺への他の線維はおそらく動脈に付随する。
腹部内臓の節後血管収縮線維は、多くの節前線維が終わる、前脊椎または副神経節中で生える。骨盤内臓への血管収縮繊維は下腸間膜神経節から生える。見たところ、毛への起毛線維および汗腺への運動線維は、皮膚の血管収縮線維と似た分布をしている。
血管収縮の中枢は生理学者により、顔面神経核の近くと特定された。その細胞からの軸索は、胸・上腰部の前柱の背側部にある節前線維の細胞体あたりで終了する脊髄の中を下る様である。
目の瞳孔散大筋への交感神経は、上部胸神経の前根で脊髄を離れる節前交感性線維から来る。これらの神経は交感神経幹に白交通枝を抜けて、上頚神経節に終わる。
上頚神経節からの節後線維は内頸動脈神経と、眼球と瞳孔散大筋へのインパルスを導く長毛様体神経の道筋への三叉神経の視覚領域を通りぬける。それらの節前線維の細胞体は中脳から下る線維と接続する。
上頚神経節からの他の節後線維は分泌神経として唾液腺、涙腺、そして鼻、口および咽頭の粘膜の小さな腺に分布する。胸交感神経は心臓神経とも呼ばれ、新機能に対して促進性に作用する。すなわち、心拍数を増加させ、心収縮力を増強し、結果として一回心拍出量を増加させる。それらは脊髄の胸神経の上から4つか5つの前枝から現れ、第一胸神経節への白枝(white rami)で通り抜け、いくらかはそこで終了し、他は鎖骨下係蹄への下頚神経節を通る模様である。その節後神経は一部鎖骨下係蹄を通り心臓へ向かう。その途中で迷走神経からの交感性線維と混合して心臓神経叢を形成する。
胃、小腸、大部分の大腸の平滑筋系の抑制性線維は胸神経下部と腰神経上部の前根から現れる様である。これらの線維はwhite ramiと交感神経幹を通り抜けて、大内臓神経等の内臓神経を伝い、腹腔神経叢・上腸間膜神経叢などにある椎前神経節で終わる。
そして、腹腔と上腸間膜神経節からの節後線維（抑制）は胃、小腸、大部分の大腸に分布する。下行結腸、直腸、内部肛門括約筋への抑制性線維はおそらく下腸間膜神経節からの節後線維である。
胸腰部の交感神経は、中枢・副の2グループに分類されうる多数の神経節の存在によって特徴づけられる。
中枢神経節は2つの垂直な列に並び、中線の一方の側の1つは脊柱の部分的に前面、そして部分的に側面に位置する。各神経節は神経索により隣接した神経節と繋がってその様に交感神経幹の2つの鎖は形成される。副神経節は3つの大きな前脊椎神経叢で見られ胸郭、腹部、骨盤の中にそれぞれ位置する。
交感神経幹は頭蓋から尾骶骨（びていこつ）へ伸びる。頭部の末端は頚動脈管を遡って頭蓋へ入り、内頚動脈で神経叢を形作る。尾部の末端は収束して、尾骶骨の前側に位置する、1つの不対神経節（ganglion impar）で終わる。それぞれの幹神経節は頚部、胸部、腰部、仙骨に分類され、それらは首を除いて椎骨と密接に対応する。並びは以下の通りである。
- 頚部3神経節
- 胸部12神経節
- 腰部4神経節
- 仙骨4〜5神経節

首では神経節は椎骨の横突起の前に、胸部では肋骨の頭の前に、腰部では脊椎体の側面に、仙骨部では仙骨の前にある。
仙椎から起こる遠心性線維は第二、第三、第四の仙椎神経の前根から脊髄を出る。これら小さな有髄節前線維は骨盤で、節後線維が骨盤の内臓に分布する下腹部または骨盤の神経叢へ向かう、勃起神経または骨盤神経に集められる。運動神経は下行結腸、直腸、肛門、膀胱の平滑筋を通る。血管拡張神経はこれらの器官と外陰部に分布し、抑制線維はおそらく外陰部の平滑筋を通る。求心性自律神経はインパルスを骨盤内臓から第二、第三、第四仙骨神経へと導く。その細胞の源は脊髄神経節にある。

### 脊髄神経との接続
交感神経と脊髄神経は灰白及び白交通枝を通して連絡している。灰白交通枝は交感線維を脊髄神経へ運び、白交通枝は脊髄線維を交感神経へ伝える。それぞれの脊髄神経は交感神経幹から灰白交通枝を受け取っているが、白交通枝は全ての脊髄神経から出てはいない。白交通枝は第一頚から第一腰神経までから分岐する一方、第二、第三、第四仙髄神経から直接骨盤神経叢へ向かう臓側枝がこの部類に入る。白交通枝を通して交感神経に届く繊維は有髄で、交感神経節の細胞から起こるこれらは殆ど完全に無髄である。
交感神経は遠心性と求心性の線維から構成される。3つの大きな結節した神経叢（側副神経叢）が胸部、腹部、骨盤部の脊柱の前に位置していて、それぞれ心臓神経叢、太陽神経叢、下腹神経叢と名付けられた。それらは神経と神経叢の集合体を構成、それらは交感神経幹と脳脊髄神経から分岐した神経に属する。それらは内臓に分枝を伸ばしている。

## 発達
交感神経の神経節細胞は神経冠に由来する。それら神経冠として神経管の側を前へ動き、分節して脊椎神経節を形成、その腹側の細胞は分離して大動脈の側へ移動、そこでいくつかはグループ化して交感神経幹の神経節を形成し、残りは更に移動して前脊椎および内臓神経叢を形成する。
三叉神経の枝が見られる毛様体、翼口蓋、耳および顎下神経節は、半月神経節となる神経冠の部分から移動してきた細胞のグループにより形成される。毛様体神経節の細胞のいくつかは神経管から動眼神経に沿って移動するといわれる。

## 引用
1. ↑  Italo Biaggioni, Kirsteen Browning, Gregory Fink, Jens Jordan, Phillip A. Low, Julian F.R. Paton (2022). Primer on the Autonomic Nervous System 4th Edition. ISBN 9780323854924
2. ↑  David Goldstein (2016). Principle of Autonomic Medicine. Elsevier. ISBN 9780824704087
3. ↑  壁内腸神経系は第2の脳とも言われている。

.